# Japalura flaviceps
Espèce
Statut de conservation UICN

 LC  : Préoccupation mineure
Japalura flaviceps est une espèce de sauriens de la famille des Agamidae.

## Répartition
Cette espèce est endémique de République populaire de Chine. Elle se rencontre au Yunnan, au Sichuan, au Tibet, au Hubei et au Gansu.

## Publication originale
- Barbour & Dunn, 1919 : Two new Chinese Japaluras. Proceedings of the New England Zoological Club, vol. 7, p. 15-19 (texte intégral).